# 블래키스턴선

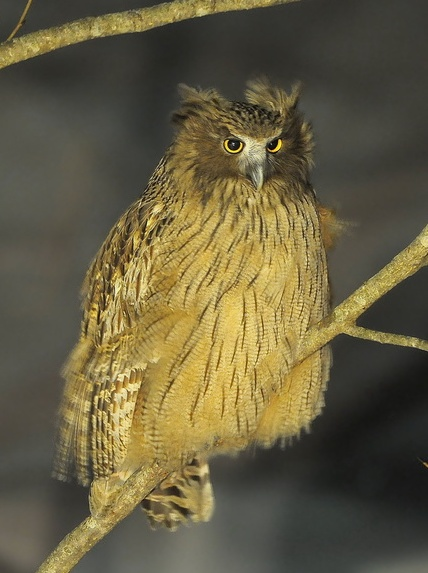
섬부엉이의 영어 향명은 Blakiston's fish owl로, 토머스 블래키스턴의 이름이 붙은 것이다.

블래키스턴선(Blakiston Line)은 일본 북해도와 혼슈 사이의 동물상의 불연속선이다. 츠가루 해협과 대략 일치한다. 동남아시아와 오세아니아 사이의 월리스선과 비슷하다. 특정 동물종은 이 선 북쪽에만 살고 특정 동물종은 이 선 남쪽에만 산다.
영국의 자연사학자 토머스 블래키스턴이 1861년에서 1884년까지 하코다테에 체류하면서 동물들을 관찰한 결과 발견했다. 블래키스턴의 관찰에 따르면 북해도의 동물들은 북아시아 계통이고, 혼슈 이남의 동물들은 남아시아 계통이었다. 블래키스턴의 연구 결과는 1883년 2월 14일 일본아시아협회 회지에 발표되었다.

## 블래키스턴 이북과 이남의 동물상
날아서 해협을 건널 수 있는 새를 제외하면, 블래키스턴선 이북과 이남의 동물들은 뚜렷이 구분된다. 그 예는 다음 표와 같다. 일부 종은 서로의 생태적 지위가 대응하지만, 일부 종은 대응하는 종이 없는 경우도 있다.
| 이북                      | 이남                |
| ------------------------- | ------------------- |
| 우수리불곰                | 반달가슴곰          |
| 청설모                    | 일본청설모          |
| 에조하늘다람쥐            | 날다람쥐            |
| 에조늑대                  | 일본늑대            |
| 에조사슴                  | 꽃사슴              |
| 북방여우                  | 일본여우            |
| 에조검은담비              | 산달                |
| 북방족제비 동시베리아아종 | 북방족제비 일본아종 |
| 쇠족제비 승명아종         | 쇠족제비 일본아종   |
|                           | 일본족제비          |
|                           | 일본원숭이          |
|                           | 일본산양            |
|                           | 일본뒤쥐            |
|                           | 일본멧돼지          |
|                           | 일본오소리          |
| 다람쥐                    |                     |
| 북방도롱뇽 에조도롱뇽     |                     |
| 우는토끼                  |                     |
| 섬부엉이                  |                     |
| 들꿩                      |                     |